# Dekanat Kalwaria
Dekanat Kalwaria – jeden z 44 dekanatów w rzymskokatolickiej archidiecezji krakowskiej.

## Parafie
W skład dekanatu wchodzi 11 parafii:
- parafia św. Józefa – Kalwaria Zebrzydowska
- parafia Wniebowzięcia Najświętszej Maryi Panny – Brody
- parafia św. Michała Archanioła w Zebrzydowicach – Zebrzydowice
- parafia Narodzenia św. Jana Chrzciciela – Lanckorona
- parafia Świętych Apostołów Piotra i Pawła – Leńcze
- parafia Przenajświętszej Trójcy – Przytkowice
- parafia św. Joachima – Skawinki
- parafia św. Stanisława Biskupa Męczennika w Stanisławiu Dolnym – Stanisław Dolny
- parafia Niepokalanego Serca Najświętszej Maryi Panny w Stanisławiu Górnym – Stanisław Górny
- parafia św. Anny – Zakrzów
- parafia Miłosierdzia Bożego w Barwałdzie Górnym – Barwałd Górny

## Historia
Pierwszym dziekanem dekanatu Kalwaria powstałego w I połowie lat 70. został proboszcz parafii św. Józefa w Kalwarii Zebrzydowskiej – ksiądz Stanisław Szlachta.
W roku 1998 do dekanatu Kalwaria została przyłączona parafia pw. Miłosierdzia Bożego w Barwałdzie Górnym.
Ostatnia wizytacja kanoniczna parafii należących do Dekanatu Kalwaria została przeprowadzona przez księdza biskupa pomocniczego Archidiecezji Krakowskiej Jana Zająca w roku 2008. W 2009 roku w parafiach należących do dekanatu Kalwaryjskiego zgodnie z dekretem metropolity krakowskiego kardynała Stanisława Dziwisza zmieniono księży proboszczów z 2 parafii. W 2010 roku dekretem metropolity krakowskiego kardynała Stanisława Dziwisza zmieniono księdza proboszcza z parafii Zakrzów. W sierpniu 2010 roku metropolita krakowski kard. Stanisław Dziwisz mianował nowego dziekana, którym został ksiądz kanonik Wiesław Cygan. W sierpniu 2011 roku metropolita krakowski kardynał Stanisław Dziwisz mianował 2 nowych proboszczów w Brodach i Leńczach. Na terenie dekanatu przez długi czas posługiwał pośród wspólnoty oo. Bernardynów nowo mianowany biskup pomocniczy Archidiecezji Krakowskiej Damian Andrzej Muskus.

## Dodatkowe informacje
Na terenie dekanatu Kalwaria znajduje się klasztor o.o Bernardynów wraz z Sanktuarium Maryjno-Pasyjnym, który stał głównym miejscem pielgrzymkowym Archidiecezji Krakowskiej i nie tylko. Głównym pielgrzymem był św. Jan Paweł II.

## Sąsiednie dekanaty
Skawina, Sułkowice, Wadowice – Południe, Wadowice – Północ